# Funk Gruppe
Die Funk Gruppe ist der größte eigenständige Versicherungsmakler in Deutschland, der Unternehmen in Fragen des Versicherungs- und Risikomanagements sowie der Vorsorge berät. Das Unternehmen beschäftigt rund 1740 Mitarbeiter an 37 internationalen Standorten.

## Geschichte
1879 gründete Theodor Funk in Berlin die Generalagentur Th. Funk, deren Schwerpunkt das Transportversicherungsgeschäft war. 1922 gründete Leberecht Funk, der Sohn des Unternehmensgründers, die Firma Funk & Laude. Leberecht Funk und Ulrich Funk aus der dritten Funk-Generation traten 1933 in das Unternehmen ein. Ein Umbau der Firmenstruktur erfolgte. So übernahmen die neuen Gesellschafter mehrere vorherige Beteiligungen ganz, so Th. Funk  u. Sohn , und lösten Gesellschaften auf, so die Firmen Th. Funk & Co. und Funk & Auerswald Versicherungs-Makler für die Luftfahrt-Versicherung. Eine Gesellschaft in Hamburg wurde Ende 1939 gegründet. Während des Dritten Reichs baute das Unternehmen das mittlere und großindustrielle Geschäft aus. Zum 1. Mai 1940 erfolgte die Umbenennung der bisherigen Offenen Handelsgesellschaft Funk & Auerswald Versicherungs-Makler für die Luftfahrt-Versicherung zu L. Funk & Söhne, Versicherungsmakler. Auf diese Firmierung berief sich die spätere Fortsetzung der Geschäftstätigkeit in der Bundesrepublik.
Nach dem Zweiten Weltkrieg leiteten Leberecht Funk sen. und sein Sohn Leberecht Funk von Hamburg aus den Wiederaufbau der Berliner Firmen L. Funk & Söhne und L. Funk Versicherungsdienst ein. Von Hamburg aus bauten Ulrich Funk und Heinz Winkelmann sowie die jüngeren Brüder aus der dritten Funk-Generation Klaus und Heinz Funk die Firmen L. Funk & Söhne und L. Funk Versicherungsdienst wieder auf.
Zudem wurden Niederlassungen in Hamburg, Essen, Frankfurt, Hannover, München und Reutlingen gegründet. Ab 1973 folgte der Ausbau des internationalen Geschäfts. Dazu wurde 1973 in London die Firma Funk, Stewart Wrightson (International) GmbH gegründet, die seit 1987 unter Funk International GmbH firmiert. 1980 wurde die Gesellschaft an die vierte Führungsgeneration übergeben. Leberecht Funk, Jörg-Heiner Funk und Dieter Schwanke leiteten als Gesellschafter fortan die Geschäfte der Unternehmensgruppe gemeinsam mit Wolfgang Bühler. 1990 wurden Niederlassungen in Erfurt, Dresden, Leipzig und Schwerin eröffnet.
1991 wurde die BauSecura Versicherungsmakler GmbH mit Sitz in Hamburg gegründet – ein Spezialmakler für Wohnungswirtschaft. 1994 war das Gründungsjahr des europäischen Maklerhauses FDG (Funk Diot GrECo S. A., Luxemburg) und Funk schuf über die „Funk, The European Alliance“, gemeinsam mit Kooperationspartnern die Plattform für eine enge weltweite Zusammenarbeit. 1997 rief Funk für Krankenhäuser die Funk Hospital-Versicherungsmakler GmbH ins Leben.
Im Jahr 2000 brachte Funk mit RMCE ein integriertes betriebswirtschaftliches Risikomanagement auf den Markt. Nach Standorten in Polen, Italien und den Niederlanden wurden zwischen 2000 und 2006 weitere Standorte in Österreich, Ungarn und Rumänien aufgebaut. Ebenfalls im Jahr 2000 gründete Funk das Partner-Netzwerk „The Funk Alliance“ mit 300 Büros in mehr als 100 Ländern.
Auf dem Gebiet der betrieblichen Altersvorsorge verstärkte Funk 2009 mit dem Erwerb von Böhm Consultants dieses Geschäftsfeld. 2008 beteiligte Funk sich an GWP, einem der drei größten schweizerischen Maklerhäuser, und übernahm dieses später ganz. Seit 2011 existiert die  Vorsorgeberatung und das Funk Pensionsmanagement. 2014 firmiert die Schweizer Gesellschaft in Funk Insurance Brokers (Schweiz) um.
2016 führte Funk seine beiden Maklerfirmen L. Funk & Söhne GmbH und Funk International GmbH in einer Maklerfirma zusammen und firmiert diese neu unter „Funk Versicherungsmakler GmbH“. Zeitgleich wurde die Riskmanagement-Tochter Funk RMCE GmbH in Funk Risk Consulting GmbH umfirmiert. Im August 2018 eröffnete Funk in Liechtenstein eine Landesgesellschaft mit Sitz in Vaduz. Seit 2019 ist das Unternehmen zudem mit einem Büro in Shanghai vertreten.
Laut dem Ranking „Die Top-100 Dienstleister im deutschen Mittelstand“ des Mittelstandsportals „Die deutsche Wirtschaft“ gehört Funk zu den Top-50 der mittelständischen Dienstleister in Deutschland (Rang 49). Funk wurde mehrfach mit dem Arbeitgeber-Siegel TOP JOB ausgezeichnet, zuletzt im Jahr 2024. Die firmeneigene Funk Akademie bietet zudem ein internes Weiterbildungsprogramm für Mitarbeiter. Darüber hinaus war die geschäftsführende Gesellschafterin Anja Funk von 2016 bis 2020 Mitherausgeberin des Buchs „Insurance & Innovation“, das jährlich im VVW Verlag erscheint und innovative Versicherungskonzepte vorstellt. Im April 2021 erschien im Hamburg Murmann Verlag erstmals das Jahrbuch „Zukunftssicher“, für das Anja Funk als alleinige Herausgeberin fungiert. Im April 2023 erscheint die nächste Ausgabe von „Zukunftssicher“, diesmal mit einem Schwerpunkt auf Nachhaltigkeit und Innovation in der Versicherungsbranche.
Auch für sein Innovationsmanagement wurde Funk ausgezeichnet. Im Jahr 2019 hat das Wirtschafts- und Unternehmerportal „Die deutsche Wirtschaft“ das Familienunternehmen als „Innovator des Jahres 2019“ prämiert, 2020 und 2023 ging Funk aus dem Innovationswettbewerb TOP 100 als eines der innovativsten mittelständischen Unternehmen Deutschlands hervor.

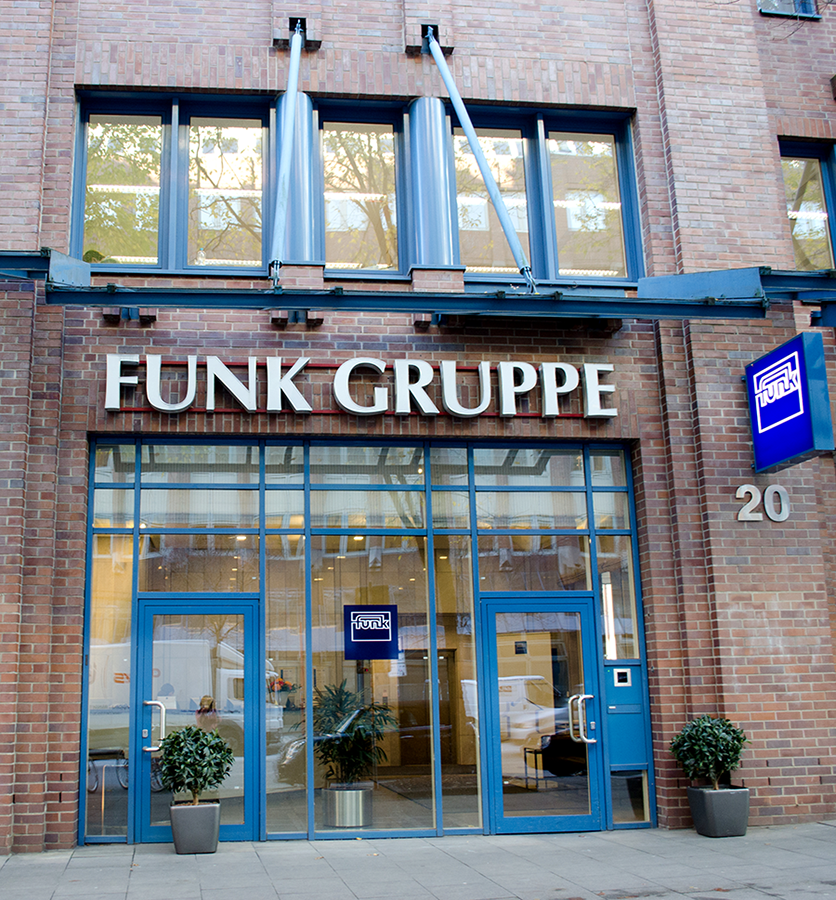
Funk Gruppe (Eingang)

## Das Familienunternehmen Funk
Seit dem Gründungsjahr 1879 sind Mitglieder der Gründungsfamilie in der Geschäftsführung aktiv. Dies setzte sich auch nach der Gründungsphase und den Weltkriegen fort, als Klaus-Ulrich Funk und Wolfgang Bühler 1970 zu geschäftsführenden Gesellschaftern werden. 1980 erfolgte die Übergabe von der dritten an die vierte Führungsgeneration – bestehend aus Leberecht Funk, Jörg-Heiner Funk und Dieter Schwanke. Zwischen 1998 und 2007 wurden die Geschäftsführer Thomas Abel, Christoph Bülk, Claudius Jochheim und Yorck Hillegaart in den Kreis der Gesellschafter aufgenommen. 2012 wird der Übergang von der vierten auf die fünfte Familiengeneration, bestehend aus Anja Funk, Alexander Funk, Robert Funk und Bernhard Schwanke, eingeleitet. Gesellschafter des Unternehmens sind Thomas Abel, Christoph Bülk, Alexander Funk, Anja Funk, Robert Funk, Yorck Hillegaart, Claudius Jochheim und Bernhard C. Schwanke, seit 2021 auch Ralf Becker und Hendrik F. Löffler und seit 2024 Janna Gebauer-Jochheim sowie Justus Jochheim. 2025 wird die Geschäftsführung um Steffen Abel und Dario Koch erweitert.

## Zugehörige Unternehmen
- Funk Versicherungsmakler GmbH
- Th. Funk & Sohn GmbH Assekuranz
- Funk Vorsorgeberatung GmbH
- Funk Pensionsmanagement GmbH
- Funk Hospital-Versicherungsmakler GmbH
- Funk Humanitas GmbH
- Funk Health Care Consulting GmbH
- BauSecura Versicherungsmakler GmbH
- Funk-BBT GmbH
- Funk Consulting GmbH
- Funk International Austria GmbH (Österreich)
- Funk International SpA (Italien)
- Funk International Polska Sp. z o.o. (Polen)
- Funk International Hungaria Kft (Ungarn)
- Funk International Romania SRL (Rumänien)
- Funk Insurance Brokers AG (Schweiz)
- Funk Insurance Brokers AG (Liechtenstein)
- Funk International Insurance Broker and Risk Consultant (Shanghai)